# Dime novel

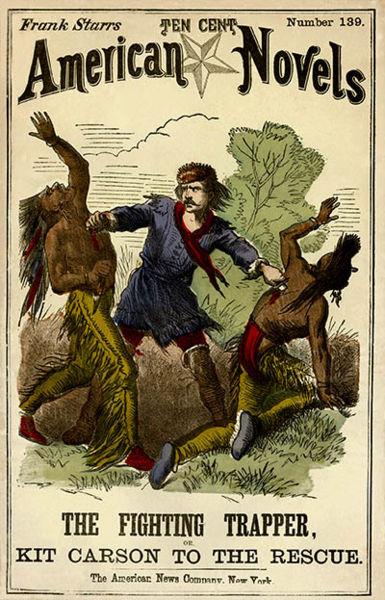
Page de couverture de The fighting trapper : or, Kit Carson to the rescue. A tale of wild life on the plains de Edward S. Ellis, New York : Frank Starr and Co., 1874.

Le terme dime novel (le « roman à deux sous » anglophone, en anglais, un dime est une pièce de 10 cents) englobe différentes formes de publications de fictions populaires de la fin du XIXe siècle et du début du XXe aux États-Unis, notamment les dime novels eux-mêmes, mais également plusieurs hebdomadaires précurseurs des pulp magazines du XXe siècle. Le terme fut utilisé jusque vers 1940 pour désigner les « Western Dime Novels ». Les dime novels sont les ancêtres des romans de gare, mais on retrouve l'influence de leurs univers dans les comics, certaines émissions de télévisions ou encore au cinéma.

## Histoire

### Origines du terme
Il est généralement admis que le terme provient du premier ouvrage de la collection Dime Novels éditée par Beadle & Adams : « Maleaska, the Indian Wife of the White Hunter » de Ann S. Stephens, paru le 9 juin 1860. Ce livre était une réédition de plusieurs séries du même auteur publiées dans le magazine The Ladies' Companion en février, mars et avril 1839. Les dime novels étaient de tailles variables même dans les premières publications de Beadle & Adams, mais ils étaient généralement composés d'une centaine de pages au format 16,5 x 10,8 cm. Les 28 premiers romans de ce type ont été édités sans dessins sur la page de garde, uniquement avec une couverture en papier rose saumon, et c'est à partir du 29e qu'une gravure fit son apparition en première de couverture. Les 28 premiers furent réédités par la suite avec une illustration. Le prix de ces volumes était de 10 cents. 321 titres furent ainsi publiés jusque dans les années 1920, jetant les bases du genre - des aventures aux confins du territoire avec des titres mélodramatiques.
Les histoires publiées étaient avant tout issues de magazines spécialisés, mais avec le développement du genre, les histoires originales se sont multipliées et les rééditions furent nombreuses, avec des couvertures différentes dans la même collection, mais certaines ont également été reprises par d'autres éditeurs.
Les dime novels de Beadle connurent un succès immédiat grâce au développement de l'alphabétisation à l'époque de la Guerre de Sécession, et à la fin la guerre, la concurrence s'est développée. Parmi les éditeurs concurrents, on compta entre autres George Munro et Robert DeWitt. Ces derniers inondèrent le marché avec des publications calquant les premiers dime novels en se différenciant seulement par la couleur des couvertures et le titre des romans. Même Beadle & Adams développèrent de nouvelles collections, comme Frank Starr.
Mais la qualité littéraire des histoires était dénigrée par les critiques littéraires et le terme de dime novel finit rapidement par désigner toutes les formes de fictions bon marché à sensation plutôt que le format en lui-même, comparable au roman-feuilleton.

### Mode de diffusion
Comparable aux fanzines de la fin du XXe siècle, les dime novels ont servi à la diffusion d'un genre littéraire populaire au sein de la classe ouvrière américaine. Ils étaient, pour leurs éditeurs, un moyen de fidéliser un lectorat en pleine expansion à la suite des campagnes d'alphabétisation au travers des aventures de figures archétypes de la culture américaine de l'époque.
Avec la démocratisation des postes de radio dans les années 1920 et l'émergence des feuilletons radiophoniques, cette littérature secondaire a peu à peu périclité pour être remplacée par le format bande-dessinée popularisé par les comic-strips des journaux à grand tirage dont la diffusion quotidienne était assurée à travers tous les États-Unis.

### Source
- (en) Cet article est partiellement ou en totalité issu de l’article de Wikipédia en anglais intitulé « Dime novel » (voir la liste des auteurs).